# VfL Bad Nauheim

Logo 1946–1978

Logo seit 1978

Der VfL Bad Nauheim ist ein Sportverein aus Bad Nauheim in der Wetterau, der im Oktober 1945 unter Aufsicht der US-Amerikaner gegründet wurde. Weil die Statuten der Alliierten vorschrieben, dass es in Gemeinden von der Größe Bad Nauheims nur einen Sportverein geben solle, wurden alle vorher bestehenden selbständigen Vereine der Kurstadt dem neu gegründeten VfL als Abteilungen angegliedert. Einer der von dieser Maßnahme betroffenen Vereine war der SV 06 Bad Nauheim, der sich vorwiegend dem Fußballsport gewidmet hatte und der hierdurch quasi zur Fußballabteilung des VfL Bad Nauheim wurde.
Überregionale Bekanntheit erlangte der VfL Bad Nauheim durch seine 1946 ins Leben gerufene Eishockeyabteilung. Nachdem der Verein in den späten 1970er Jahren zunehmend in eine finanzielle Schieflage geraten war, für die die Eishockeyabteilung hauptverantwortlich war, lösten sich die anderen Abteilungen vom Verein und gründeten sich teilweise unter VfL Bad Nauheim 1978 e. V. wieder. Dieser VfL 1978 hatte noch folgende Abteilungen; Judo, Fechten, Coronar, Fußball bis 1984, Hockey kam später dazu, Aikido, Freizeitsport und einige Zeit auch Tanzen und Breaktanz. Der VfL BN ging 1982 in Konkurs auf den erst kurz zuvor gegründeten EC Bad Nauheim über. Der ECN gilt als Nachfolgeverein des VfL, ging aber 20 Jahre später selbst in Konkurs und wurde zu Beginn des neuen Jahrtausends von dem 2001 gegründeten Verein Rote Teufel Bad Nauheim ersetzt.
Der heutige VfL Bad Nauheim e. V. ging aus dem VfL Bad Nauheim 1978 hervor, der kurzzeitig mit dem Zusatz 1978 versehen war und der nach dem Konkurs des VfL Bad Nauheim – Eissport wieder die Nachfolge antrat. Er widmet sich ganz dem Amateursport und bietet heute Judo, Aikido, Fechten, Jujutsu und Hockey an.
Erster Vorsitzender ist Wladek Nedavniy.